# Ебілдже
Ебілдже (азерб. Əbilcə) — село в Кубатлинському районі Азербайджану.
Село розміщене на лівому березі річки Воротан, за 71 км на південь від міста Бердзора.
В селі діє філія бердзорської музичної школи.
28 жовтня під час Другої Карабаської війни було звільнене Національною армією Азербайджану.